# Neolasioptera perfoliata
Neolasioptera perfoliata är en tvåvingeart som först beskrevs av Ephraim Porter Felt 1907.  Neolasioptera perfoliata ingår i släktet Neolasioptera och familjen gallmyggor. Inga underarter finns listade i Catalogue of Life.